# 唐本堯
唐本堯（1525年—？），字世承，號純宇，直隸松江府華亭縣人，竈籍，明朝政治人物。

## 生平
嘉靖三十一年（1552年）壬子科應天鄉試第四十八名舉人，隆慶五年（1571年）中式辛未科會試第三百五十二名，三甲第一百八十六名進士。兵部觀政，授金谿縣知縣，萬曆五年（1577年）七月升湖廣道監察御史，奉命巡視十庫，七年（1579年）二月出為浙江按察司僉事，九年（1581年）七月升浙江布政使司右參議，十一年（1583年）六月升江西按察司副使，十四年（1586年）升貴州布政使司右參政，十五年（1587年）引疾致仕。

## 家族
曾祖唐祚，壽官；祖父唐㒜，贈兵部車駕司郎中；父唐自化，兵部車駕司郎中。母楊氏（1499年-1561年），贈宜人。永感下。弟唐祖堯（監生）、唐紹堯（出嗣叔父唐自謙）。